# Szokolya vasútállomás

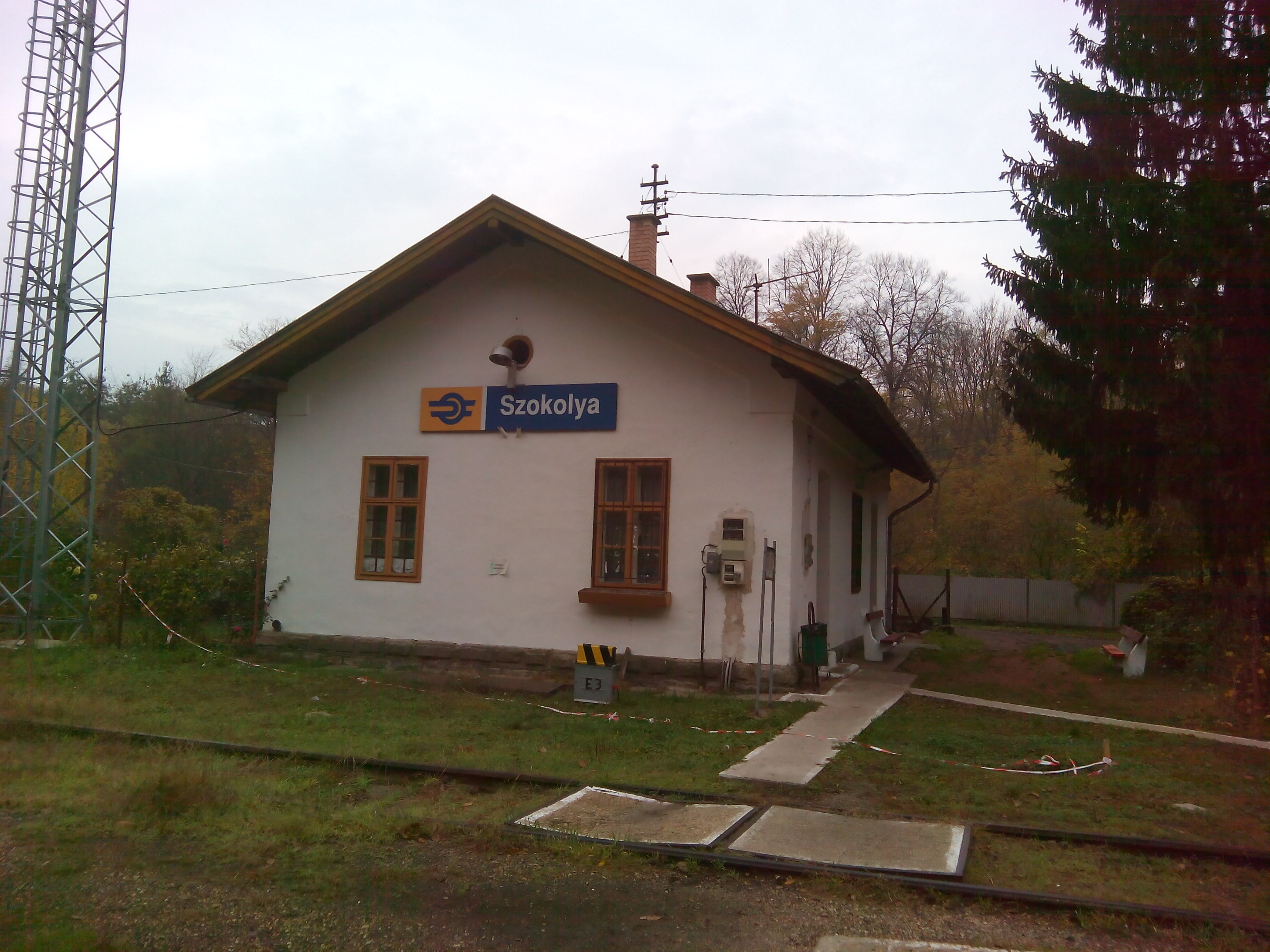
Szokolya vasútállomása 2017-ben

Szokolya vasútállomás egy Pest vármegyei vasútállomás, Szokolya községben, a MÁV üzemeltetésében. Közúti megközelítését a település központja felől a 12 103-as útból ott kiágazó, 1,9 kilométer hosszú 12 306-os út biztosítja.

## Vasútvonalak
Az állomást az alábbi vasútvonalak érintik:
- Vác–Balassagyarmat-vasútvonal

## Kapcsolódó állomások
A vasútállomáshoz az alábbi állomások vannak a legközelebb:
- Magyarkút megállóhely (Vác–Balassagyarmat-vasútvonal)
- Berkenye megállóhely (Vác–Balassagyarmat-vasútvonal)

## Forgalom
| Járat | Útvonal | Gyakoriság |
| ----- | --- | ---------- |
| S750  | Vác – Kisvác – Fenyveshegy – Magyarkút-Verőce – Magyarkút – Szokolya – Berkenye – Nógrád – Diósjenő | Óránként   |
| S750  | Vác – Kisvác – Fenyveshegy – Magyarkút-Verőce – Magyarkút – Szokolya – Berkenye – Nógrád – Diósjenő – Borsosberény – Nagyoroszi – Drégelyvár – Sáferkút – Drégely – Drégelypalánk – Ipolyvece – Dejtár – Ipolyszög – Balassagyarmat | Napi 7 pár |